# Чемпионат Северной, Центральной Америки и Карибского бассейна по волейболу среди мужчин 1999
16-й чемпионат Северной, Центральной Америки и Карибского бассейна (NORCECA) по волейболу среди мужчин прошёл с 7 по 12 сентября 1999 года в Монтеррее (Мексика) с участием 8 национальных сборных команд. Чемпионский титул в 4-й раз в своей истории выиграла сборная США.

## Команды-участницы
Барбадос, Гватемала, Канада, Куба, Мексика, Пуэрто-Рико, США, Ямайка.

## Система проведения чемпионата
8 команд-участниц на предварительном этапе разбиты на две группы. Победители групп напрямую выходят в полуфинал плей-офф. Команды, занявшие в группах 2-е и 3-и места, выходят в четвертьфинал и определяют ещё двух участников полуфинала. Полуфиналисты по системе с выбыванием определяют призёров первенства. Итоговые 5—6-е и 7—8-е места разыгрывают соответственно проигравшие в 1/4-финала и худшие команды в группах.

## Предварительный этап

### Группа А
| М | Команда     | 1   | 2   | 3   | 4   | И | В | П | С/П | О |
| - | ----------- | --- | --- | --- | --- | - | - | - | --- | - |
| 1 | Канада      |     | 3:2 | 3:0 | 3:0 | 3 | 3 | 0 | 9:2 | 6 |
| 2 | Мексика     | 2:3 |     | 3:0 | 3:0 | 3 | 2 | 1 | 8:3 | 5 |
| 3 | Пуэрто-Рико | 0:3 | 0:3 |     | 3:0 | 3 | 1 | 2 | 3:6 | 4 |
| 4 | Гватемала   | 0:3 | 0:3 | 0:3 |     | 3 | 0 | 3 | 0:9 | 3 |

7 сентября: Канада — Пуэрто-Рико 3:0 (25:21, 25:22, 29:27); Мексика — Гватемала 3:0 (25:14, 25:21, 25:13).
8 сентября: Пуэрто-Рико — Гватемала 3:0 (25:15, 25:18, 25:22); Канада — Мексика 3:2 (20:25, 25:20, 25:22, 21:25, 15:7).
9 сентября: Канада — Гватемала 3:0 (25:13, 25:21, 25:12); Мексика — Пуэрто-Рико 3:0 (25:22, 25:21, 25:21).

### Группа В
| М | Команда  | 1   | 2   | 3   | 4   | И | В | П | С/П | О |
| - | -------- | --- | --- | --- | --- | - | - | - | --- | - |
| 1 | Куба     |     | 3:1 | 3:0 | 3:0 | 3 | 3 | 0 | 9:1 | 6 |
| 2 | США      | 1:3 |     | 3:0 | 3:0 | 3 | 2 | 1 | 7:3 | 5 |
| 3 | Барбадос | 0:3 | 0:3 |     | 3:0 | 3 | 1 | 2 | 3:6 | 4 |
| 4 | Ямайка   | 0:3 | 0:3 | 0:3 |     | 3 | 0 | 3 | 0:9 | 3 |

7 сентября: США — Барбадос 3:0 (25:7, 25:15, 25:15); Куба — Ямайка 3:0 (25:12, 25:13, 25:10).
8 сентября: Барбадос — Ямайка 3:0 (25:22, 25:22, 25:19); Куба — США 3:1 (25:10, 23:25, 25:23, 25:19).
9 сентября: США — Ямайка 3:0 (25:9, 25:10, 25:13); Куба — Барбадос 3:0 (25:16, 25:10, 25:14).

## Матч за 7-е место
10 сентября
Гватемала — Ямайка 3:0 (25:11, 25:15, 25:20)

## Плей-офф

### Четвертьфинал
10 сентября
США — Пуэрто-Рико 3:1 (25:22, 28:30, 25:19, 25:20)
Мексика — Барбадос 3:0 (25:17, 25:17, 25:22)

### Матч за 5-е место
11 сентября
Пуэрто-Рико — Барбадос 3:0

### Полуфинал
11 сентября
США — Канада 3:1 (25:23, 25:27, 25:21, 25:23)
Куба — Мексика 3:0 (25:21, 25:22, 29:27)

### Матч за 3-е место
12 сентября
Канада — Мексика 3:2 (25:18, 24:26, 25:20, 23:25, 15:9)

### Финал
12 сентября
США — Куба 3:1 (25:16, 25:22, 23:25, 25:19)

## Итоги

### Положение команд
| США            |
| Куба           |
| Канада         |
| 4. Мексика     |
| 5. Пуэрто-Рико |
| 6. Барбадос    |
| 7. Гватемала   |
| 8. Ямайка      |